# Virtuós
Un virtuós, en el terreny de les arts escèniques (música, dansa, circ, etc.) és un intèrpret amb unes habilitats o capacitats tècniques extraordinàries.

## Evolució del concepte
En el seu ús italià original ('virtuoso'), particularment als segles xvi i xvii, era un terme molt honorífic reservat a una persona que era distingida en algun terreny intel·lectual o artístic: un poeta, un arquitecte, un estudiós... En música, un virtuós podia ser un intèrpret especialment hàbil, però més freqüentment era un compositor, un teòric o, si més no, un mestre de capella famós. A finals del segle xvii i durant el segle xviii, hi va haver un gran nombre de músic italians que van ser reconeguts com a 'virtuoso' per raó de la seva rel llatina virtu. D'aquesta manera s'emfasitzava que el virtuós de veritat era el músic que havia fet un entrenament i un aprenentatge excepcional, especialment en el camp de la teoria; el mateix èmfasi es troba al Musicalisches Lexicon de Walther (1732). Johann Mattheson, en canvi, al seu Der brauchbare Virtuoso (1720), tot i que continua rendint tribut als virtuosos de la teoria, també fa els honors als 'virtuosi prattici' (virtosos pràctics). Altres aplicaren una visió més tradicional, com Johann Kuhnau que al seu 'Der musikalische Quack-Salber' (1700) diferencia bé entre el virtuós de veritat ('der wahre Virtuose') i el 'musicus' molt ben dotat ('der glückselige Musicus') que gaudeix del favor de prínceps i emperadors però que té poc a dir a part de la seva facilitat pràctica.
Amb el gran auge de l'òpera i el concert a la segona meitat del segle xviii, el terme 'virtuoso' (i també en femení 'virtuosa') va passar a referir-se a violinistes, pianistes, sopranos, castrati, etc. que feien carrera com a solistes. Al mateix temps va adquirir altres significats a mesura que van canviar les actituds envers l'exhibicionisme de l'intèrpret. Unes actituds que al segle xix encara es va exagerar més. Franz Liszt deia que el virtuosisme era un element indispensable de la música; en canvi Richard Wagner expressava certes reserves en aquest sentit, en tant que l'intèrpret és, sobretot, l'intermediari d'una idea artística. Paral·lelament apareix un cert caràcter pejoratiu en expressions en alemany -contemporànies- com Virtuosenmachwerk (una obra que només intenta mostrar aquestes habilitats tècniques), Pultvirtuoso (un músic d'orquestra amb temperament de virtuós) i Taktstockvirtuoso (un virtuós de la batuta. Però, tot i que hi ha hagut una tendència a sospitar del virtuós (i fins i tot en el cas de Tartini i de Paganini a atribuir-ho a un poder sobrenatural i a pactes amb el diable), el virtuós veritable sempre ha estat admirat no sols per la seva raresa i excepcionalitat sinó també per la seva capacitat de traspassar les fronteres del seu art.

## Virtuosos i virtuoses
A la música del Renaixement italiana, ja es troben interessants exemples de virtuosisme, com per exemple alguns madrigals de Luzzaschi destinats a ser interpretats pel concerto delle donne, un grup de veritables virtuoses de la música vocal. Com a mínim des del segle xviii hi ha hagut intèrprets virtuosos que a la vegada han estat compositors (o a la inversa: compositor i intèrprets virtuosos) la qual cosa ha donat com a resultat obres de gran interès musical com a composicions i d'enorme complexitat interpretativa en la mesura en què eren composicions pensades per a ser executades per ells mateixos. Aquesta tendència també es va exagerar en el Romanticisme. En són exemples Giuseppe Tartini, Johann Sebastian Bach, els germans Pla (virtuosos de diversos instruments de fusta que viatjaren per Europa fent concerts), Wolfgang Amadeus Mozart, Ludwig van Beethoven, Franz Liszt o Serguei Rakhmàninov. Altres, de més talla com a virtuosos que no pas com a compositors com Muzio Clementi, Ludwig Spohr o Sigismond Thalberg han restat més oblidats per una història de la música més pendent d'historitzar la composició que no pas la interpretació. Per sobre de tots ells, probablement, la figura paradigmàtica del virtuós és Niccolò Paganini
Altres tradicions musicals, fora de la clàssica europea també han desenvolupat els seus virtuosos de la interpretació. Dins de la música popular, el rock progressiu, el hard rock, el heavy metal i estils propers han donat grans virtuosos, sobretot de la guitarra elèctrica com Jimi Hendrix o Yngwie Malmsteen. En el món del jazz va ser el bebop el primer estil que va donar grans virtuosos del jazz instrumental. En el jazz més actual cal destacar Jaco Pastoruis (baix elèctric), o Bobby McFerrin (veu).
En la música tradicional japonesa, en la interpretació al shakuhachi existeixen virtuosos com Yamaguchi Gorō. En la tradició xinesa el Pi-pa i el yangqin són instruments que incorporen, habitualment, un grau notable de virtuosisme; són virtuosos d'aquest darrer, Vivian Xia, Cheng Hua i Eric Ho.